# Unterlüß
Unterlüß è una frazione del comune tedesco di Südheide, in Bassa Sassonia.

## Storia
La città è sede fin dal XIX secolo di un'importante fabbrica armamenti di proprietà della Rheinmetall, che ha dato un rilevante contributo all'equipaggiamento dell'Esercito imperiale tedesco, della Wehrmacht e anche alla Bundeswehr.
Durante il nazismo fu sede di uno dei più duri campi di concentramento.
È ricordata per il gesto eroico dei 44 eroi di Unterlüss, compiuta da altrettanti militari italiani internati dal regime nazista il 24 febbraio 1945.
Il 1º gennaio 2015 il comune di Unterlüß venne fuso con il limitrofo comune di Hermannsburg, formando il nuovo comune di Südheide.